# 마이 러브 (드라마)
《마이 러브》는 2006년 10월 27일부터 2007년 1월 5일까지 SBS에서 방영한 드라마이다. 2006년 12월 29일에는 9시 55분부터 SBS 가요대전 1~2부가 편성되어 1회만 방송됐다.
한편, 이 작품은 당초 2006년 10월 20일 시작할 예정이었으나 준비 미비로 어려움을 겪어왔고 이 과정에서 SBS는 금요드라마 시간에 8시 55분부터 특션영화 해리 포터와 아즈카반의 죄수를 편성했으며 결국 <마이 러브>는 2006년 10월 27일 첫 방송됐는데 영화 바운스의 설정과 비슷하다는 지적이 있었다.

## 등장인물

### 주요 인물
- 신애라 : 장미란 역
- 이창훈 : 조이환 역
- 이윤미 : 서희재 역
- 장현성 : 임대평 역

### 그 외 인물
- 정욱 : 김재우 역
- 오미연 : 주옥희 역
- 남지현 : 김민 역 (아역) 윤정은
- 신소미 : 이수진 역
- 백일섭 : 이상구 역
- 박영지 : 서 회장 역
- 진이자 : 임선희 역
- 임채원 : 소은주 역
- 안용준
- 류승룡
- 이준혁 : 김신 역
- 방준서 : 김별 역
- 이은수 : 김솔 역